# Quizquiz
Quizquiz o Quisquis (m. 1535) va ser un general de les tropes inques que va lluitar sota les ordres de Huayna Cápac i Atahualpa. Al costat de Rumiñahui i Chalcuchimac va ser un dels tres principals generals atahualpistes que van combatre a Huàscar durant la Guerra Civil inca i als espanyols en la primera fase de la conquesta.

## Origen
Els cronistes Inca Garcilaso de la Vega, Agustín de Zárate i Francisco López de Gómara donen una detallada versió de les seves gestes. El seu nom quechua significa «llagosta» i es diu que ho va adoptar, ja que igual que el so de les llagostes, atemoria als seus enemics.

## Guerra civil incaica
Va aconseguir el seu rang de general quan va combatre en guerres expansionistes, i revoltes en el nord durant les campanyes de Huayna Cápac Durant la Guerra Civil inca va combatre del costat de Atahualpa durant les campanyes contra els huascaristes, aconseguint la seva major victòria a la batalla de Quipaipán, on va capturar a Huáscar. Després d'això, va prendre Cusco, on els seus soldats -que eren tots d'ètnies del nord, caranquis i cayambes- van extreure la mòmia del gran Túpac Yupanqui i la van cremar a la plaça cusquenya, fent amb la seva acció impossible la unió dels inques contra l'enemic principal de l'imperi: els espanyols. Aquestes ètnies guardaven ressentiments cap als cusquenys, especialment a Túpac Yupanqui per la conquesta dels seus territoris i per haver matat als seus familiars durant la batalla de Yahuarcocha.

## Combat contra els espanyols

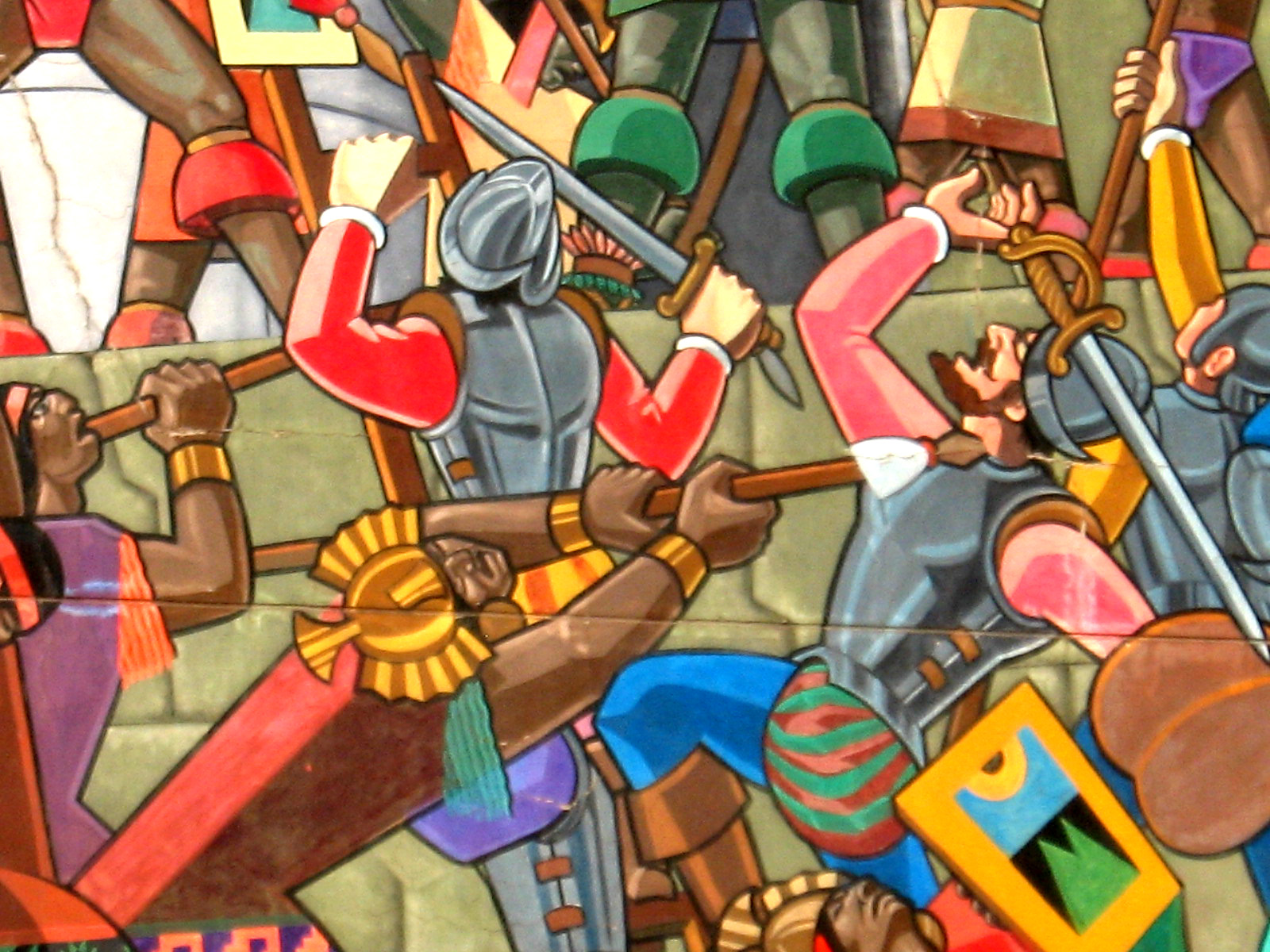
Els guerrers de Quizquiz van lluitar contra els exèrcits espanyols i indis aliats.

En produir-se la captura de Atahualpa a Cajamarca, es trobava encara a Cusco, on li va arribar la notícia de la mort de l'inca. Va decidir romandre a la capital imperial, mentre que Chalcuchimac marxava cap a Cajamarca per enfrontar-se als espanyols. En assabentar-se que també Chalcuchimac havia caigut presoner dels invasors, va resoldre abandonar Cusco per frenar l'avanç espanyol. Una de les seves mesures principals va ser portar-se a les dones verges del sol del Acllahuasi, assabentat de l'afany dels conqueridors per posseir dones sense consentiment. En la seva marxa cap al nord, va travar combats amb alguns grups ressagats d'espanyols que anaven en marxa cap a Cusco. Va aconseguir algunes victòries contra Hernando de Soto, matant-li diversos cavalls amb els seus genets i milers de guerrers aliats. Però a la fi es va veure repel·lit per les forces espanyols, veient-se obligat a refugiar-se a les muntanyes de Capi a Paruro, on va reorganitzar les seves forces. Finalment, va ser derrotat per les tropes aliades de Francisco Pizarro i el Manco Inca
Però Quizquiz no va deixar la seva obstinació de continuar la lluita. Va marxar rumb a Jauja i va enfrontar-se al capità espanyol Gabriel de Rojas y Córdova, qui al comandament de quaranta espanyols i tres mil indis auxiliars, en la seva majoria jaujins, va oposar tenaç resistència, obligant a Quizquiz a retirar-se a Huánuco Pampa.
Després d'organitzar un nou exèrcit, va marxar cap a la regió de Quito, on es trobaven els exèrcits de Diego de Almagro i Pedro de Alvarado -aquest últim arribat recentment de Guatemala- Quizquiz va aconseguir separar a les forces de tots dos capitans hispans, però l'experimentat Alvarado va passar a l'ofensiva i va capturar al general Socta Urco, cap de l'avantguarda de Quizquiz.
Quizquiz, juntament amb el noble inca Huayna Palcón, es va replegar cap a la selva per planejar l'estratègia a seguir en la lluita contra els invasors hispans. Quizquiz volia desenvolupar una lluita de guerrilles fins a refer les seves forces, al que Huayna Palcón es va oposar. Aquest, pel que sembla, desitjava una entesa amb els espanyols. Enmig de l'acalorada discussió que es va produir, Huayna Palcón va agafar una llança i va travessar el pit de Quizquiz, matant-lo.